# Vrouwen Eerste divisie 2025/26
De Eerste divisie 2025/26 is het derde seizoen van de Vrouwen Eerste divisie.

## Opzet
Vanaf dit seizoen kent de Eerste divisie een gewijzigde opzet. In het vorige seizoen deden er nog vijftien teams mee, dit seizoen zijn dat er zeven. Ook wordt er niet meer in poules gespeeld, maar is er één competitie waar promotie naar de Eredivisie en (tussentijdse) degradatie naar de nieuwe Tweede divisie mogelijk is. Voorwaarde voor promotie is wel dat het team geen beloftenelftal is én aan de licentie-eisen van de KNVB voldoet.

## Stand
| Pos | Team             | Wed | W | G | V | Ptn | DV | DT | +/− | Promotie, kwalificatie of degradatie      |
| --- | ---------------- | --- | - | - | - | --- | -- | -- | --- | ----------------------------------------- |
| 1   | De Graafschap    | 0   | 0 | 0 | 0 | 0   | 0  | 0  | 0   | Kampioen, met promotie naar de Eredivisie |
| 2   | Jong Ajax        | 0   | 0 | 0 | 0 | 0   | 0  | 0  | 0   |                                           |
| 3   | Jong AZ          | 0   | 0 | 0 | 0 | 0   | 0  | 0  | 0   |                                           |
| 4   | Jong PSV         | 0   | 0 | 0 | 0 | 0   | 0  | 0  | 0   |                                           |
| 5   | Jong FC Twente   | 0   | 0 | 0 | 0 | 0   | 0  | 0  | 0   |                                           |
| 6   | Jong FC Utrecht  | 0   | 0 | 0 | 0 | 0   | 0  | 0  | 0   |                                           |
| 7   | Sparta Rotterdam | 0   | 0 | 0 | 0 | 0   | 0  | 0  | 0   | Degradatie naar de Tweede divisie         |

## Uitslagen
| Thuis \ Uit      | GRA | JAJ | JAZ | JPS | JTW | JUT | SPA |
| ---------------- | --- | --- | --- | --- | --- | --- | --- |
| De Graafschap    |     |     |     |     |     |     |     |
| Jong Ajax        |     |     |     |     |     |     |     |
| Jong AZ          |     |     |     |     |     |     |     |
| Jong PSV         |     |     |     |     |     |     |     |
| Jong FC Twente   |     |     |     |     |     |     |     |
| Jong FC Utrecht  |     |     |     |     |     |     |     |
| Sparta Rotterdam |     |     |     |     |     |     |     |